# ダニエル・ボカネグラ
ダニエル・エドゥアルド・ボカネグラ・オルティス（スペイン語: Daniel Eduardo Bocanegra Ortiz、1987年4月23日 - ）は、コロンビアのサッカー選手。コロンビア代表。ポジションはDFまたはMF。

## クラブ歴
2006年にカテゴリア・プリメーラBのアカデミアFCで選手となった。2009年にインデペンディエンテ・サンタフェに、2010年の初めと2011年夏からそれぞれ1年間アトレティコ・ウイラに期限付き移籍。
2012年にインデペンディエンテ・メデジンに完全移籍。2013年夏にアトレティコ・ナシオナルに完全移籍。

## 代表歴
2014年11月18日のスロベニア代表戦でコロンビア代表デビュー。

## タイトル
インデペンディエンテ・サンタフェ
- コパ・コロンビア: 2009

アトレティコ・ナシオナル
- カテゴリア・プリメーラA: 2013-I, 2013-II, 2014-I, 2015-II, 2017-I
- コパ・コロンビア: 2013, 2016, 2018
- スーペルリーガ・コロンビアーナ: 2016
- コパ・リベルタドーレス: 2016
- レコパ・スダメリカーナ: 2017